# 地獄の顔
『地獄の顔』（じごくのかお）は、1947年公開の水島道太郎主演の松竹映画。原作は菊田一夫の『長崎』。

## あらすじ
主人公「順三」は船員上りのならず者で、中国・上海を根城に「蘇州の鉄」を弟分として悪事を働いていたが、傷を受け危いところを「栗原先生」に救われてから、ぷっつり足を洗う。栗原は順三を長崎へ連れ帰り育児院「希望の家」で子供たちの世話をさせる。栗原の温情と保母「みち子」の純情によって、彼は更生の一途を辿った。ところがいつか長崎へ舞い戻った蘇州の鉄は、是が非でも順三をアヘン密輸の仲間に加えようとして、あらゆる陥井を設け、ついに彼をのっぴきならない世界に追い込んでしまう。ところが自暴自棄の彼に鉄の女房「お浜」が好意を示したことが原因となり、順三は嫉妬の鉄に撃たれる。そしてそこへ呼ばれた老医師は、先頃順三が上海に売り飛ばすために誘拐した娘の父親「貝塚」であった。貝塚は順三が想像した通り憤然として手当をせずに去ろうとするが、折から教会から流れてくる鐘の音に思わず憎しみを越えた愛情をよみがえらせ、順三に手当を加え、命を救う。順三は、始めて人間の幸福の所在をはっきりと知る。彼は折から長崎を出帆する船に、密輸アヘンを積み込み、誘拐した女たちを送り出そうとしている悪漢の本拠へ乗り込み鉄たちと闘う。彼は重傷を負うが、鉄一味もかけつけた警官隊に捕われた。死に瀕した傷の痛みを耐えながら、順三は栗原やみち子のいる懐かしい「希望の家」に辿り着いた。

## キャスト
- 西脇順三 - 水島道太郎
- 蘇州の鉄 - 佐伯秀男
- ポイントの譲 - ディック・ミネ
- お浜 - 木暮実千代
- 栗原先生 - 汐路洋
- 尼僧 - 月丘夢路
- 貝塚医師 - 齋藤達雄
- 松波刑事 - 黒井洵
- 長崎の福松 - 奈良真養
- ジャンクの勝 - 山路義人
- 源六 - 加藤貫一
- 保母・みち子 - 月丘千秋
- 後援者代表 - 高松錦之助、南光明、松浦築枝

## スタッフ
- 監督：大曽根辰夫
- 原作：菊田一夫
- 脚色：柳川真一
- 企画：小倉浩一郎
- 音楽：大久保徳二郎

## 主題歌・劇中歌
- 「夜霧のブルース」（歌：ディック・ミネ、作詞：島田磬也、作曲：大久保徳二郎）
- 「長崎エレジー」（歌：ディック・ミネ、藤原千多歌、作詞：島田磬也、作曲：大久保徳二郎）
- 「雨のオランダ坂」（歌：渡辺はま子、作詞：菊田一夫、作曲：古関裕而）
- 「夜更けの街」（歌：伊藤久男、作詞：菊田一夫、作曲：古関裕而）